# Концепція динамічного стримування
Концепція динамічного стримування — концепція представника американської геополітичної школи Коліна С. Грея, що присвятив цій проблемі декілька робіт, витриманих в джерелі обґрунтовування гегемоністських домагань США на світовій арені. У своїй книзі «Геополітика ядерної ери» він дає нарис військової стратегії США і НАТО, в якому ставить планетарне місцерозташування ядерних об'єктів в залежність від географічних і геополітичних особливостей регіонів. 
В середині 70-х рр. Грей назвав геополітику наукою про «взаємозв'язок між фізичним середовищем в тому вигляді, як вона сприймається, змінюється і використовується людьми та світовою політикою».На думку Грея, геополітика торкається взаємозв'язку міжнародної політичної потужності та географічного чинника. Під нею йдеться про «високу політику» безпеки та міжнародного порядку; вплив тривалих просторових відносин на піднесення і занепад силових центрів; то, як технологічні, політико-організаційні та демографічні процеси позначаються на вазі й впливі відповідних держав.